# Lacaugne
Lacaugne is een gemeente in het Franse departement Haute-Garonne (regio Occitanie) en telt 185 inwoners (2004). De plaats maakt deel uit van het arrondissement Muret.

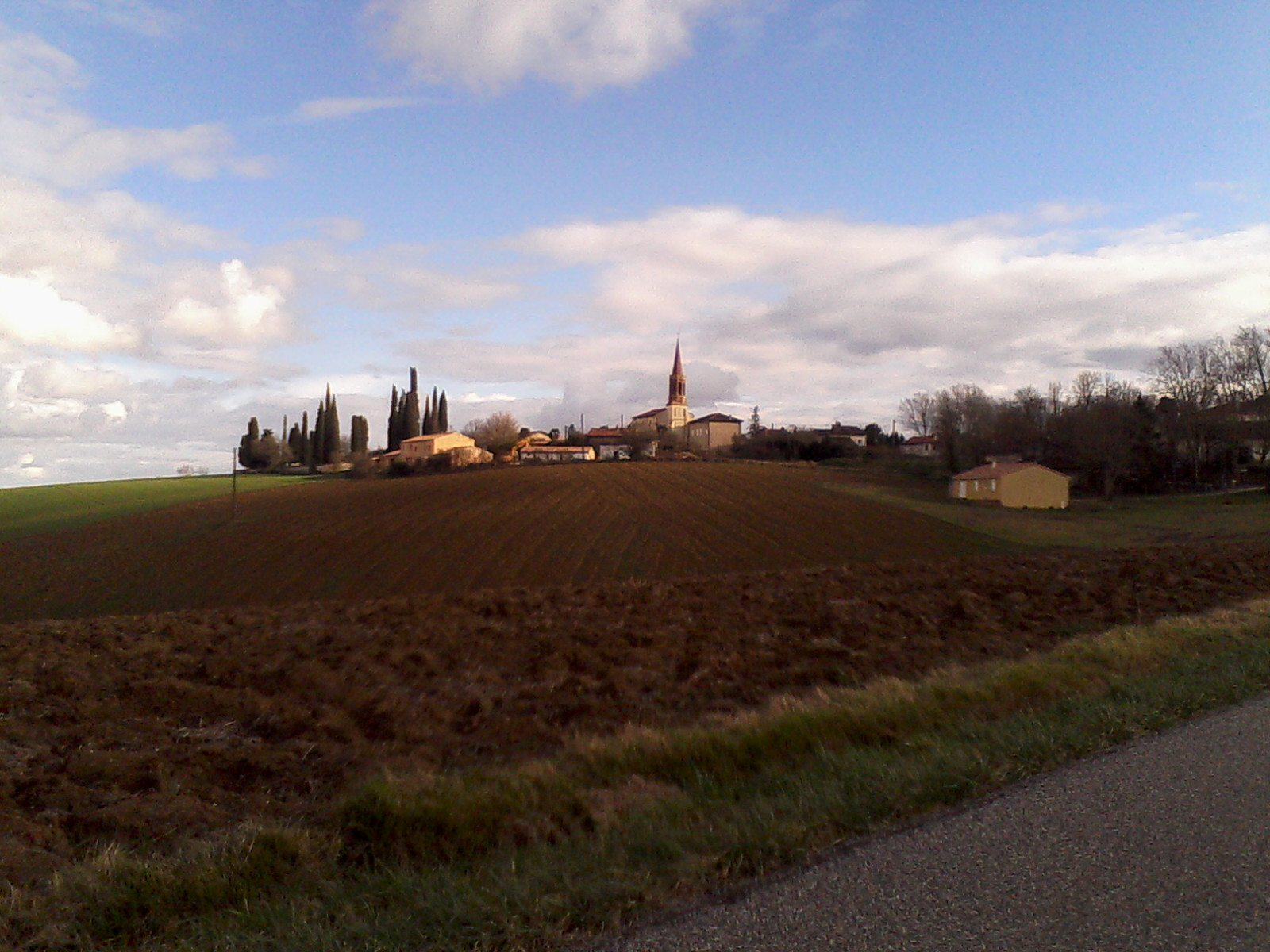
Lacaugne
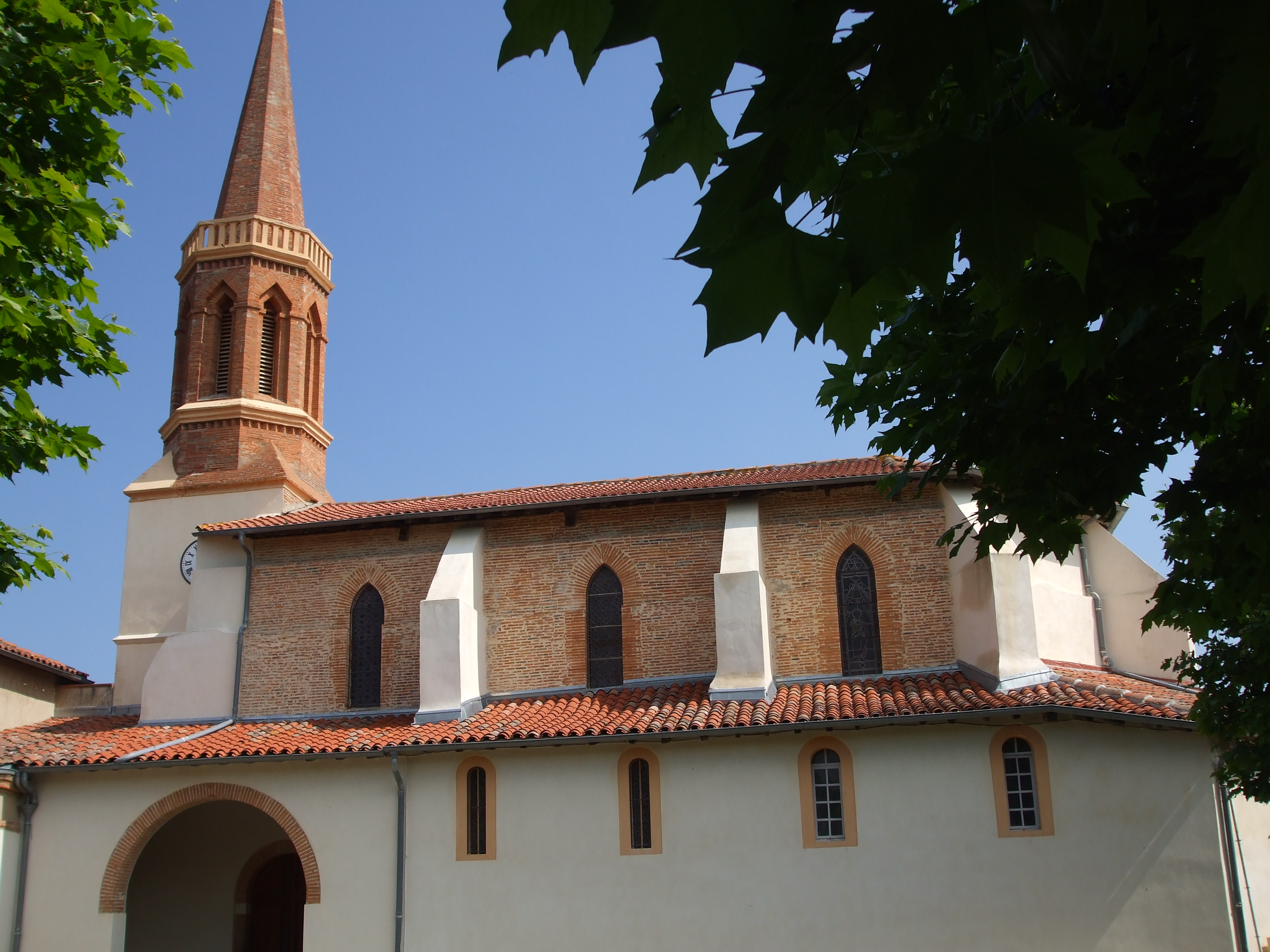
Kerk van Lacaugne

## Geografie
De oppervlakte van Lacaugne bedraagt 6,1 km², de bevolkingsdichtheid is 30,3 inwoners per km².
De onderstaande kaart toont de ligging van Lacaugne met de belangrijkste infrastructuur en aangrenzende gemeenten.

## Demografie
Onderstaande figuur toont het verloop van het inwonertal (bron: INSEE-tellingen).